# Les dessous de Paris
Les dessous de Paris è un cortometraggio del 1906 diretto da Lucien Nonguet.

## Trama
Un gruppo di ladri parigini prepara una rapina in banca attraverso le fogne della città.

## Proiezioni[1]
1. Splendid Cinematograph, Lione, 24.12.1906